# 吳球 (成化進士)
吳球（1449年—？），字玉甫，福建興化府莆田縣人，民籍，明朝政治人物。進士出身。

## 生平
早年福建鄉試第六十五名中举。成化十四年（1478年）戊戌科會試第二百六十四名，殿試登進士第三甲第六十名。授南京監察御史，弘治五年（1492年）四月升雲南按察司佥事。

## 家族
曾祖父吳元亨。祖父吳朝京。父亲吳克祥。母李氏。具慶下。弟玉汝。娶朱氏。